# Arămești
Arămești – wieś w Rumunii, w okręgu Neamț, w gminie Bahna. W 2011 roku liczyła 31 mieszkańców.